# Leuchtturm Buk
Der Leuchtturm Buk steht auf dem Gemeindegebiet von Bastorf an der Mecklenburger Bucht der Ostsee auf der Landzunge Bukspitze, daher der Name Buk. Häufig wird er auch Leuchtturm Bastorf genannt. Er ist mit nur 20,8 m Höhe ein kleiner deutscher Leuchtturm. Neben seiner Funktion als Orientierungsfeuer auf der westlichen Ostsee ist er auch Warnfeuer vor der Sandbank „Hannibal“ in der Einfahrt zur Wismarer Bucht.

## Lage
Der Turm steht auf dem 78,8 m ü. NHN hohen Bastorfer Signalberg, dem westlichen Markierungspunkt der Endmoräne der Kühlung. Damit hat der 1878 erbaute Turm mit 95,3 m das höchste Leuchtfeuer Norddeutschlands, noch vor dem Leuchtturm Dornbusch auf der Insel Hiddensee (95 m). An den deutschen Küsten ist lediglich das Navigationsfeuer auf dem Maritim-Hotel Travemünde mit 114,7 Metern noch höher. Mit 428 m über NN hat der Neue Leuchtturm Lindau die höchste Leuchtfeuerhöhe Deutschlands, allerdings nur 35 m über dem Bodensee.

## Geschichte

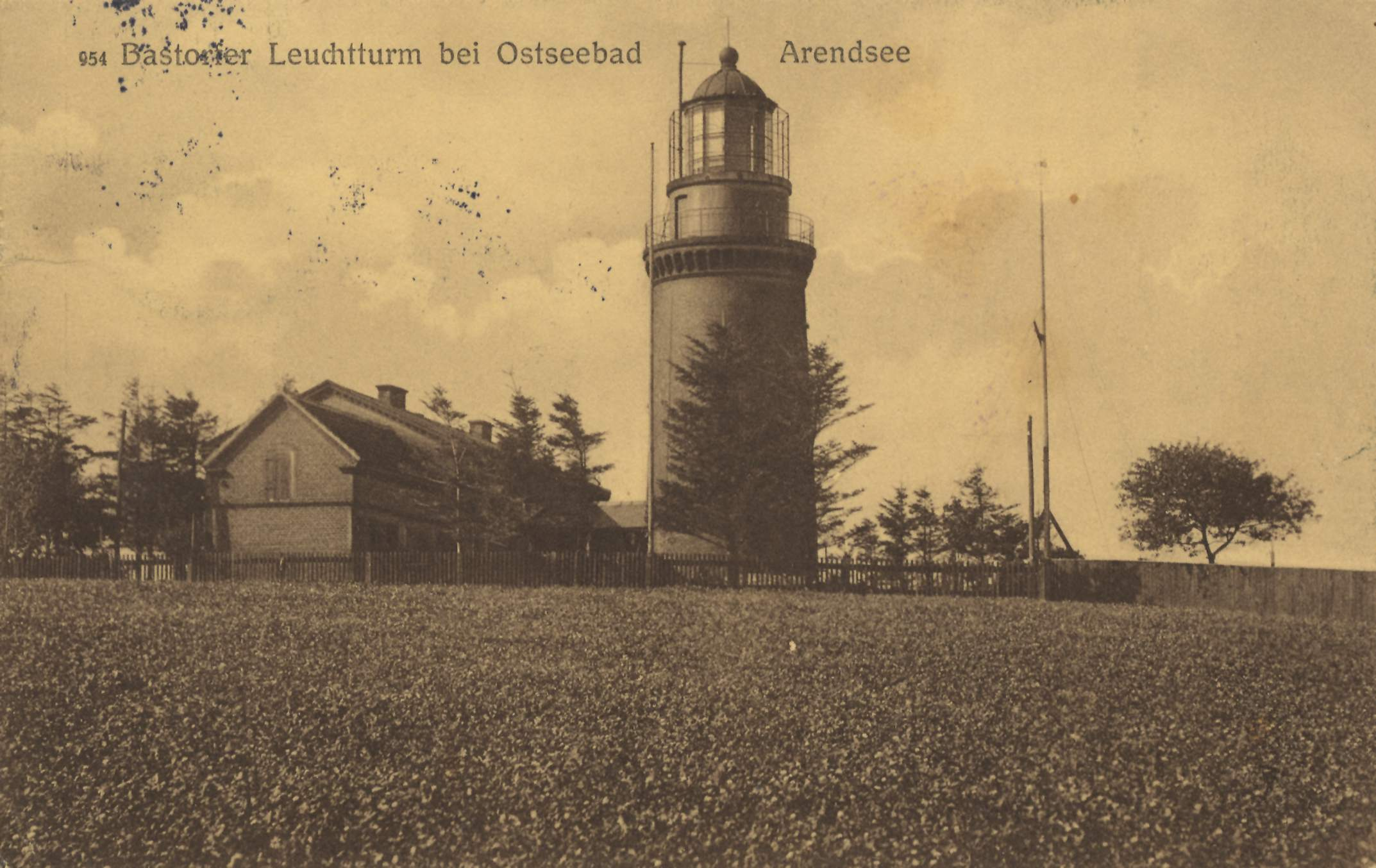
Ansichtskarte von 1913

Von den ersten Überlegungen zur Errichtung eines Leuchtturms auf der Bukspitze vergingen 50 Jahre, bevor die Reichsregierung 1876 die Notwendigkeit prüfen ließ. Bereits im selben Jahr erfolgte der Baubeginn. In nur 18 Monaten errichtete Baumeister Hansen aus Kröpelin nach Plänen von Landbaumeister Carl Luckow mit Arbeitern aus Brunshaupten das Leuchtfeuergehöft Buk. Der rote, runde, weiß gefugte Turm trug ursprünglich eine dunkle Kappe. Zur Anlage gehörten auch zwei Wohnungen für die Leuchtturmwärter. 1924/25 wurde die Petroleumdocht-Befeuerung durch elektrisches Licht ersetzt, das vom 2. Januar 1925 an leuchtete. Eine Reserve-Gasbeleuchtung sorgte bei Stromausfall automatisch für Ersatz.
Bis zum Anfang der 1960er Jahre war der Turm ein beliebtes Ausflugsziel. Danach wurde er als militärisches Objekt eingestuft und konnte mehrere Jahre nicht mehr betreten werden. Erst nach 1990 wurde der Turm wieder der Öffentlichkeit als Aussichtsturm freigegeben.
1979 beendete der letzte Leuchtturmwärter seinen Dienst. Die Leuchtfeuertechnik arbeitete nun automatisch und unterstand bis zur politischen Wende dem Seehydrographischen Dienst der DDR.
Der zweigeschossige Turmbau wurde zwischen 1991 und 1999 in mehreren Bauabschnitten saniert. Dabei fanden auch Einrichtungen der Bundesmarine (Richtfunkstation) und des Sozialwerks der Bundesverkehrsverwaltung (vier Wohnungen zur Familienerholung) ihren Platz. Wie beim angeschlossenen Wärterhaus wurden überwiegend Backsteine verwendet. Die schon bei Inbetriebnahme des Feuers im Dezember 1878 vorhandene Optik ist immer noch in vollem Umfang einsatzbereit. Durch MG-Treffer eines alliierten Flugzeuges gegen Ende des Zweiten Weltkrieges erlitten sechs der 20 Glasfelder der Fresnel-Optik Beschädigungen. Von ihnen konnten zwei durch Wiederzusammensetzen der Glas-Bruchstücke repariert werden. Dadurch hatte der Turm nach dem Krieg einige Jahre die ungewöhnliche Kennung von 16 Blitzen (Blz.(16)). Dann wurden die Linsenfelder neu gruppiert und bis heute zeigt das Feuer alle 45 Sekunden vier Blinke (Blk.(4)).
Der Leuchtturm steht unter Denkmalschutz und wurde als Baudenkmal in die Denkmalliste der Gemeinde Bastorf aufgenommen.
Die Verantwortlichkeit für den Leuchtturm (Wartung und Unterhaltung) liegt seit 2020 beim Wasserstraßen- und Schifffahrtsamt Ostsee.

## Technik
Das Drehlinsensystem besteht aus 20 Sektoren, davon 16 Linsen mit einer Brennweite von 700 mm. Die übrigen vier Felder sind abgedeckt. Die Rotationszeit beträgt 180 Sekunden. Eine Halogenmetalldampflampe von 400 Watt mit einer Lichtstärke von rund 1,2 Mio. Candela sorgt für eine 45-sekündige Blinkgruppe (2,1 Sekunden Scheinen, 6,9 Sekunden Pause, zweimal wiederholt, dann 2,1 Sekunde Scheinen und 15,9 Sekunden Pause).

## Bilder

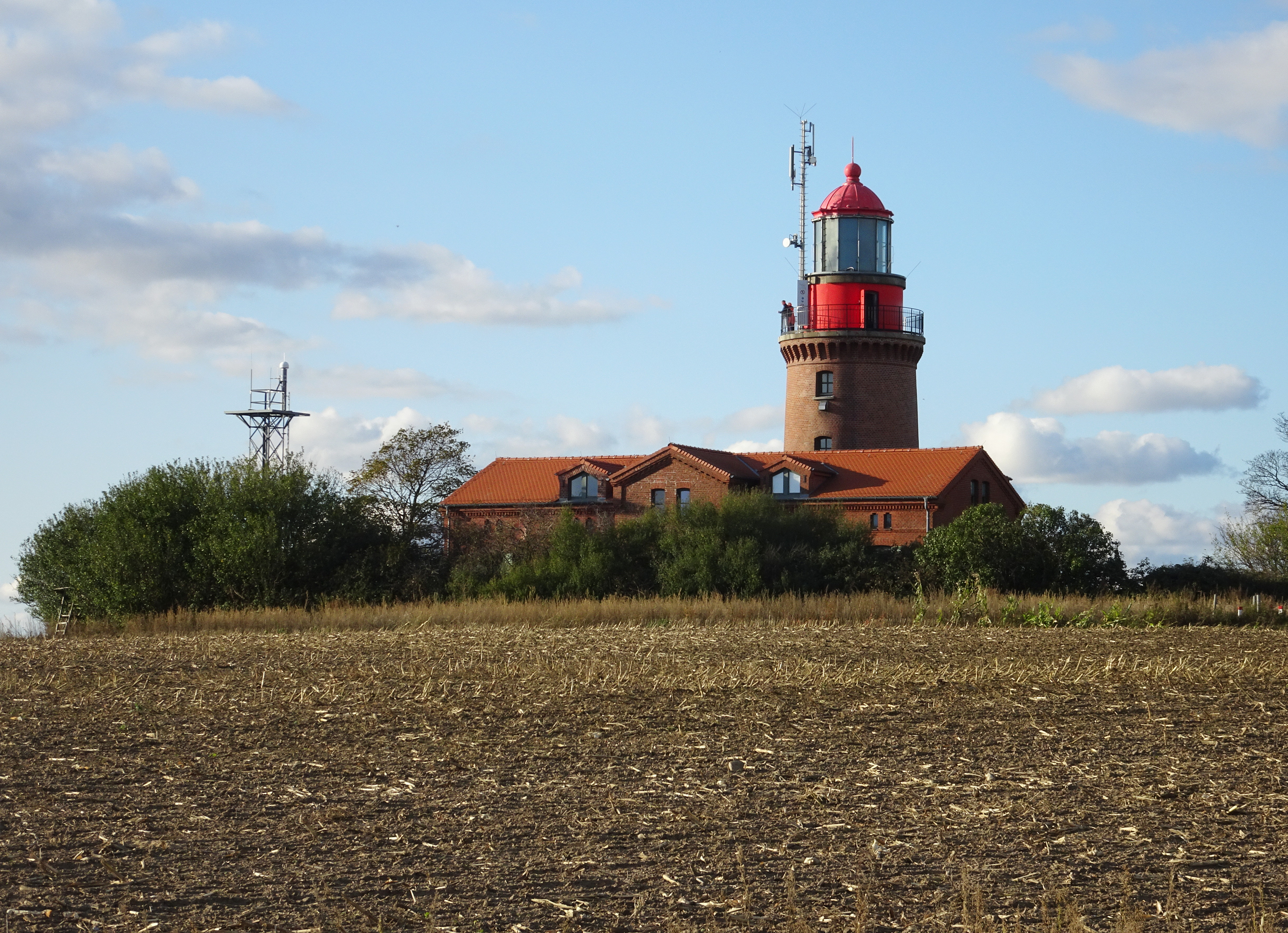
Ansicht von Süden
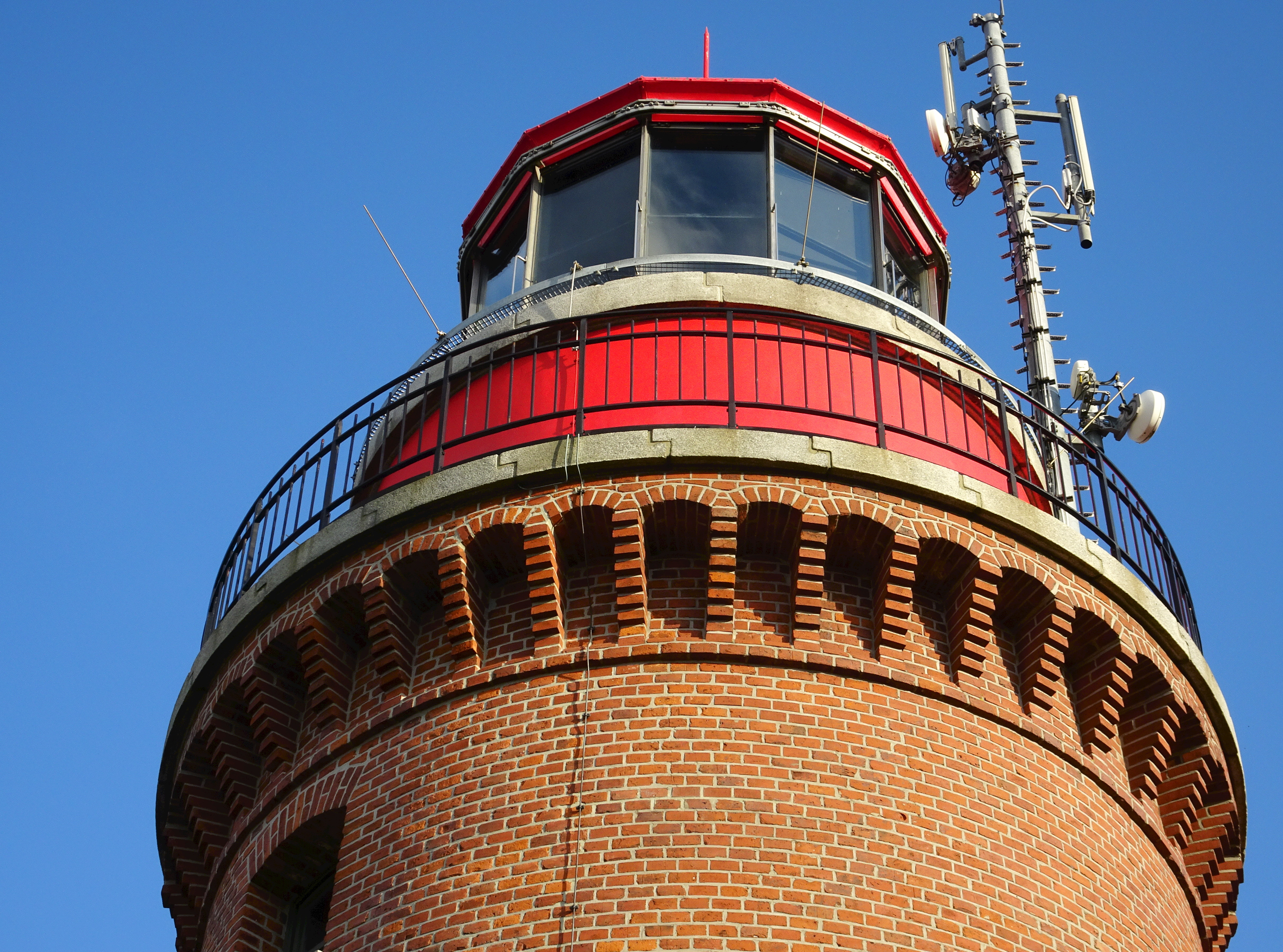
Laterne und Plattform
Wappen von Bastorf
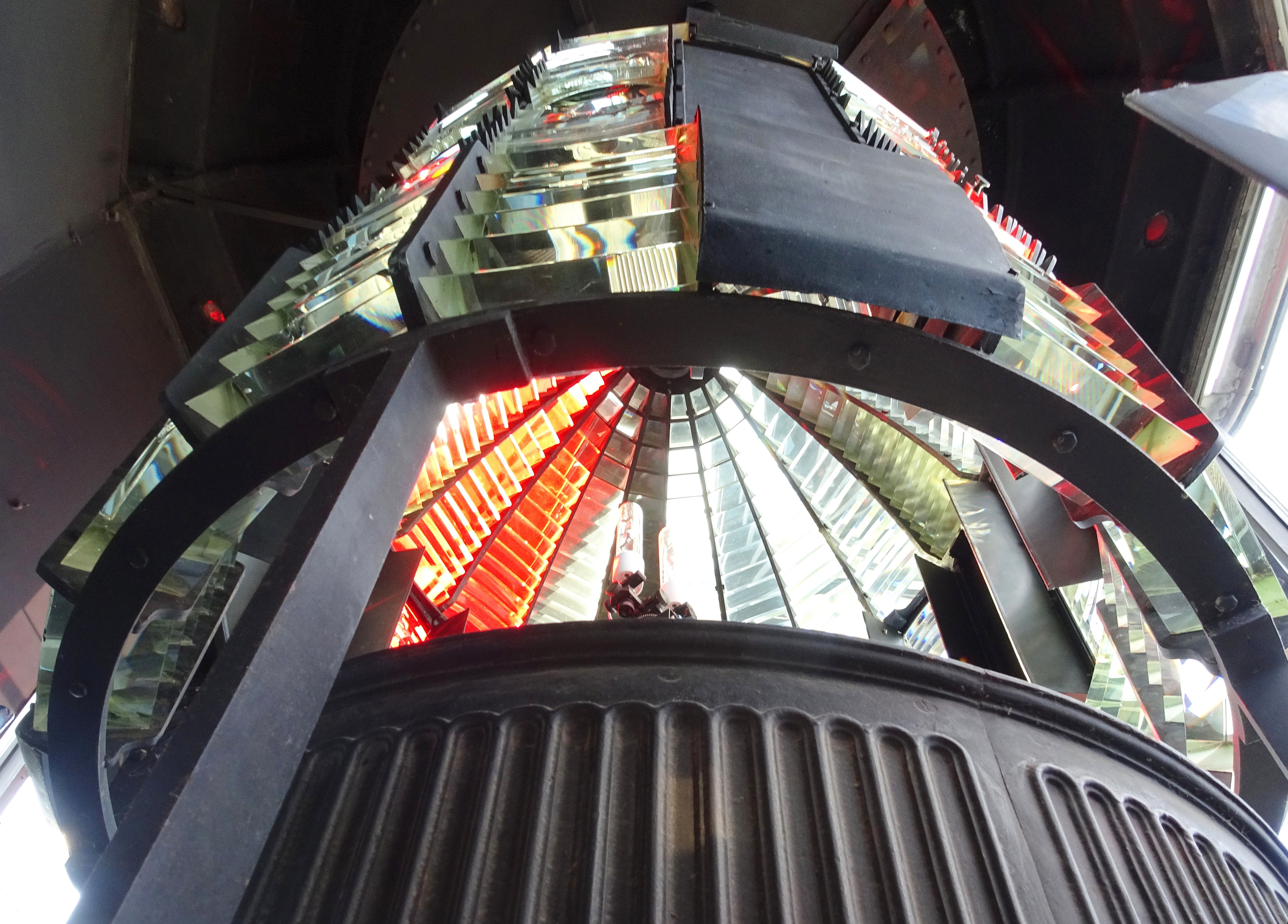
Optik mit 16 Scheinwerferlinsen
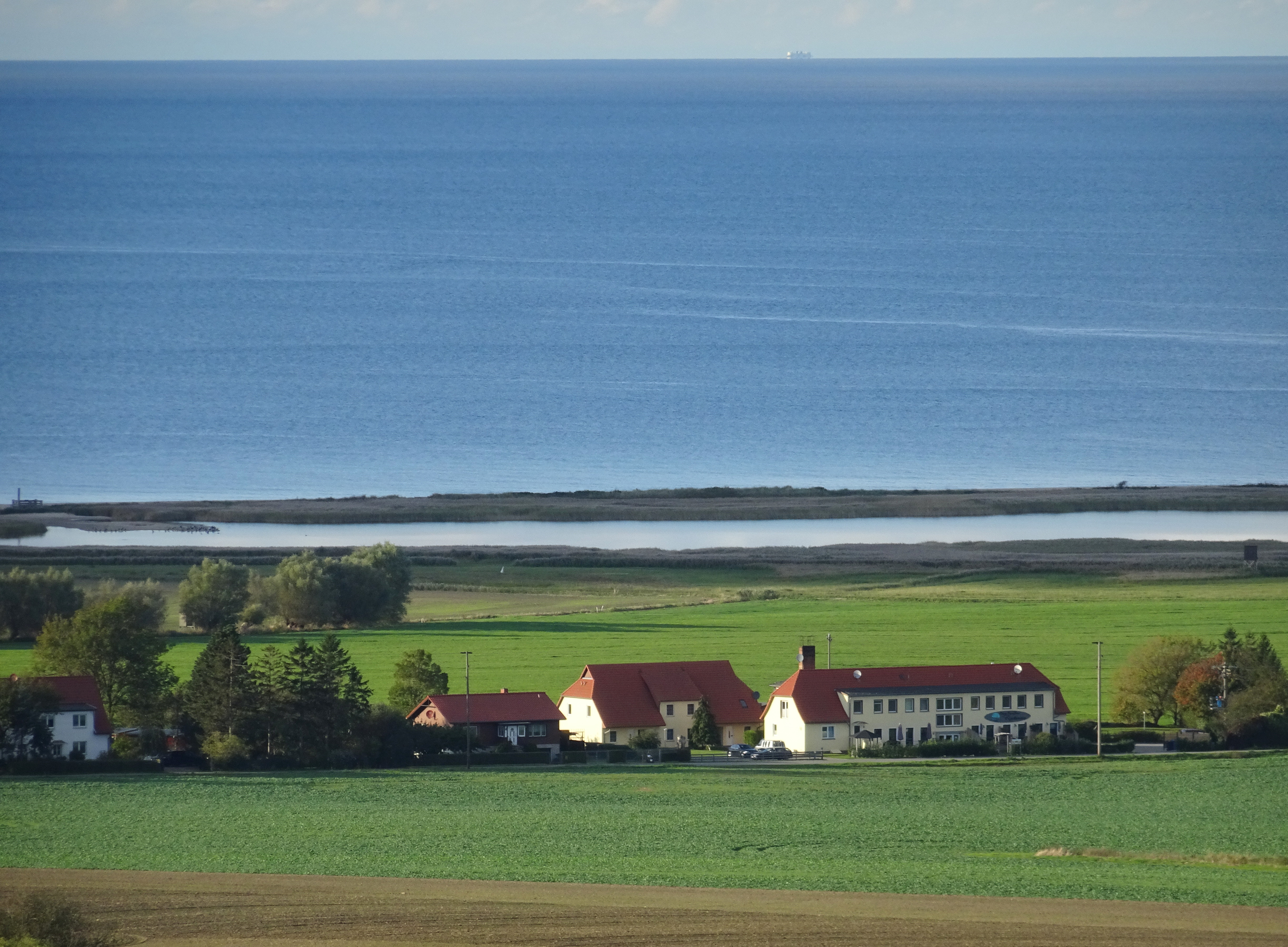
Aussicht nach Norden

## Philatelistische Würdigung
Leuchtturm Buk

Link zum Bild

Die erste Briefmarke, die den Leuchtturm Bastorf zeigt, erschien am 7. Mai 1974 von der Deutschen Post der DDR. Die Marke gehört zur Serie Leuchttürme, Leit-, Leucht- und Molenfeuer (Mi.Nr. 1953) mit dem Wert von 10 Pfennig. Der Entwurf stammt vom Grafiker Jochen Bertholdt aus Rostock. Die Auflage betrug 15 Millionen Stück.
In philatelistischer Würdigung des Turms gab die Deutsche Post AG mit Ausgabetag 3. Juli 2014 ein Postwertzeichen im Wert von 45 Eurocent heraus. Die deutsche Sonderpostwertzeichenserie Leuchttürme (Mi.-Nr. 3089) erscheint seit 2004. Der Entwurf dieser Marke der Briefmarkenserie Leuchttürme stammt, wie alle bisherigen Briefmarken der Serie, vom Grafiker Johannes Graf aus Dortmund nach fotografischer Vorlage vom Wissenschaftsfotograf Reinhard Scheiblich aus Norderstedt.